# ۱۷ ژوئن
۱۷ ژوئن صد و شصت و هشتمین (در سال‌های کبیسه صد و شصت و نهمین) روز سال در گاه‌شماری میلادی است. ۱۹۷ روز تا پایان سال باقی‌است.

## رویدادها
- ۲۰۰۰ - زمین‌لرزه ۶.۵ ریشتری در ایسلند

## زادروزها
- ۱۸۸۸ - هاینتس گودریان، نظامی آلمانی
- ۱۹۲۶ - الیزابت دوم، ملکه بریتانیا
- ۱۹۴۳ - بری مانیلو، خواننده ، ترانه‌نویس ، موسیقیدان و مجری آمریکایی
- ۱۹۵۲ - سرجیو مارکیونه، بازرگان، کارآفرین و مدیر ارشد اجرایی ایتالیایی-کانادایی
- ۱۹۷۶ - پیوتر سویدلر، شطرنج‌باز روس
- ۱۹۷۸ - کومیکو آسو، بازیگر زن سینمای ژاپنی
- ۱۹۸۳- لی ریان، خواننده و بازیگر.
- ۱۹۸۸ - استفانی رایس، شناگر استرالیایی
- ۱۹۸۵ - مارکوس باغداتیس، تنیس‌باز قبرسی
- ۱۹۹۰ - جوردن هندرسون، فوتبالیست انگلیسی

## درگذشت‌ها
- ۱۸۶۶ - لوئیس کاس، نظامی و سیاستمدار آمریکایی
- ۱۹۹۶ - توماس کوهن، فیلسوف و فیزیکدان آمریکایی
- ۲۰۱۱ – لئو فان دونگن، دوچرخه‌سوار اهل هلند (ز. ۱۹۴۲)
- ۲۰۱۲ - رادنی کینگ، شهروند آمریکا

## مناسبت ها
- روز جهانی مبارزه با بیابان زایی و خشکسالی